# 清太宗第六女
清太宗第六女（1633年—1649年），名不详，清太宗皇太极的六女儿。
她的生母是东宫福晋博尔济吉特氏，和第九女同母。封固伦公主，1644年十二月，下嫁一等子爵阿山之子夸札。然而，五年后，1649年三月，她以十七岁的寿命去世。